# ژان فیلیپ مندی
ژان فیلیپ مندی (انگلیسی: Jean-Philippe Mendy؛ زادهٔ ۴ مارس ۱۹۸۷) بازیکن فوتبال اهل فرانسه است.
از باشگاه‌هایی که در آن بازی کرده‌است می‌توان به باشگاه فوتبال دینامو بخارست، باشگاه فوتبال ماریبور، باشگاه والیبال دینامو بخارست، باشگاه فوتبال پترولول پلویشت، باشگاه فوتبال کوپر، باشگاه فوتبال سی‌اف‌آر کلوژ، و باشگاه فوتبال اسپال اشاره کرد.